# Bengaluru Football Club 2021-2022
Questa voce raccoglie le informazioni riguardanti il Bengaluru nelle competizioni ufficiali della stagione 2021-2022.

## Organigramma societario

### Staff tecnico
- Marco Pezzaiuoli - Allenatore
- Javier Pinillos - Vice allenatore
- Naushad Moosa - Vice allenatore

## Rosa
| N. |                           | Ruolo | Calciatore            |
| -- | ------------------------- | ----- | --------------------- |
| 1  | India (bandiera)          | P     | Gurpreet Singh Sandhu |
| 3  | Camerun (bandiera)        | D     | Yaya Banana           |
| 4  | India (bandiera)          | D     | Pratik Chowdhary      |
| 5  | Brasile (bandiera)        | D     | Alan Costa            |
| 6  | Brasile (bandiera)        | C     | Bruno Ramires         |
| 7  | India (bandiera)          | A     | Jayesh Rane           |
| 8  | India (bandiera)          | C     | Suresh Singh Wangjam  |
| 9  | Rep. del Congo (bandiera) | A     | Prince Ibara          |
| 10 | Iran (bandiera)           | C     | Iman Basafa           |
| 11 | India (bandiera)          | A     | Sunil Chhetri         |
| 12 | India (bandiera)          | C     | Danish Farooq Bhat    |
| 14 | India (bandiera)          | A     | Harmanpreet Singh     |
| 15 | India (bandiera)          | D     | Wungngayam Muirang    |
| 16 | India (bandiera)          | D     | Sarthak Golui         |
| 17 | India (bandiera)          | A     | Edmund Lalrindika     |
| 18 | India (bandiera)          | C     | Rohit Kumar           |

| N. |                    | Ruolo | Calciatore          |
| -- | ------------------ | ----- | ------------------- |
| 19 | India (bandiera)   | D     | Ajith Kumar         |
| 20 | India (bandiera)   | C     | Ajay Chhetri        |
| 21 | India (bandiera)   | A     | Udanta Singh        |
| 22 | India (bandiera)   | C     | Ashique Kuruniyan   |
| 23 | Brasile (bandiera) | A     | Cleiton Silva       |
| 25 | India (bandiera)   | C     | Namgyal Bhutia      |
| 26 | India (bandiera)   | A     | Bidyashagar Singh   |
| 27 | India (bandiera)   | C     | Parag Shrivas       |
| 30 | India (bandiera)   | P     | Lara Sharma         |
| 31 | India (bandiera)   | C     | Leon Augustine      |
| 32 | India (bandiera)   | C     | Naorem Roshan Singh |
| 39 | India (bandiera)   | A     | Sivasakthi N        |
| 40 | India (bandiera)   | A     | Damait Lyngdoh      |
| 42 | India (bandiera)   | C     | Akashdeep Singh     |
| 43 | India (bandiera)   | P     | Sharon Padattil     |

### Altri giocatori
| N. |                  | Ruolo | Calciatore         |
| -- | ---------------- | ----- | ------------------ |
| 29 | Gabon (bandiera) | D     | Yrondu Musavu-King |

| N. |                  | Ruolo | Calciatore    |
| -- | ---------------- | ----- | ------------- |
|    | India (bandiera) | C     | Amay Morajkar |

## Calciomercato
| Acquisti | Acquisti              | Acquisti       | Acquisti      |
| R.       | Nome                  | da             | Modalità      |
| -------- | --------------------- | -------------- | ------------- |
| P        | Gurpreet Singh Sandhu |                |               |
| P        | Lara Sharma           |                |               |
| P        | Sharon Padattil       | Bengaluru B    | Definitivo    |
| D        | Alan Costa            | Avaí           | Prestito      |
| D        | Yrondu Musavu-King    |                |               |
| D        | Sarthak Golui         | East Bengal    | Definitivo    |
| D        | Pratik Chowdhary      |                |               |
| D        | Ajith Kumar           |                |               |
| D        | Wungngayam Muirang    |                |               |
| D        | Biswa Darjee          |                |               |
| C        | Ajay Chhetri          | East Bengal    | Fine prestito |
| C        | Rohit Kumar           |                | Svincolato    |
| C        | Erik Paartalu         |                |               |
| C        | Akashdeep Singh       |                |               |
| C        | Muhammed Inayath      |                |               |
| C        | Danish Farooq Bhat    | Real Kashmir   | Definitivo    |
| C        | Suresh Singh Wangjam  |                |               |
| C        | Ashique Kuruniyan     |                |               |
| C        | Naorem Roshan Singh   |                |               |
| C        | Leon Augustine        |                |               |
| C        | Parag Shrivas         |                |               |
| C        | Bruno Ramires         | Belenenses SAD | Definitivo    |
| C        | Iman Basafa           | Machine Sazi   | Definitivo    |
| C        | Namgyal Bhutia        |                |               |
| C        | Huidrom Thoi Singh    |                |               |
| C        | Amay Morajkar         |                |               |
| A        | Damait Lyngdoh        |                |               |
| A        | Sivasakthi N          |                |               |
| A        | Cleiton Silva         |                |               |
| A        | Prince Ibara          | Beerschot VA   | Definitivo    |
| A        | Harmanpreet Singh     | East Bengal    | Definitivo    |
| A        | Jayesh Rane           |                | Svincolato    |
| A        | Bidyashagar Singh     | TRAU           | Definitivo    |
| A        | Sunil Chhetri         |                |               |
| A        | Udanta Singh          |                |               |
| A        | Edmund Lalrindika     |                |               |

| Cessioni | Cessioni               | Cessioni      | Cessioni   |
| R.       | Nome                   | a             | Modalità   |
| -------- | ---------------------- | ------------- | ---------- |
| P        | Lalthuammawia Ralte    | Punjab FC     | Definitivo |
| P        | Dipesh Chauhan         | Bengaluru B   | Definitivo |
| D        | Juanan                 |               | Svincolato |
| D        | Rahul Bheke            |               | Svincolato |
| D        | Joe Zoherliana         |               | Svincolato |
| C        | Dimas Delgado          |               | Svincolato |
| C        | Harmanjot Khabra       |               | Svincolato |
| C        | Emanuel Lalchhanchuaha | NorthEast Utd | Definitivo |
| C        | Erik Paartalu          |               | Svincolato |
| C        | Huidrom Thoi Singh     | Bengaluru B   | Definitivo |
| C        | Muhammed Inayath       | Indian Navy   | Definitivo |

### Mercato invernale
| Acquisti | Acquisti    | Acquisti        | Acquisti   |
| R.       | Nome        | da              | Modalità   |
| -------- | ----------- | --------------- | ---------- |
| D        | Yaya Banana | Shabab Al-Ordon | Definitivo |

| Cessioni | Cessioni     | Cessioni      | Cessioni |
| R.       | Nome         | a             | Modalità |
| -------- | ------------ | ------------- | -------- |
| D        | Biswa Darjee | Rajasthan Utd | Prestito |

## Risultati

### Indian Super League
| Arbitro: | Kumar Gupta R. |

|                                                                               |           |                                       |
| Cleiton Silva 14’ Mashoor Shereef 23’ (A.g.) Jayesh Rane 42’ Prince Ibara 81’ | Marcatori | 17’ Deshorn Brown 26’ Mathias Coureur |

| Arbitro: | Venkatesh R. |

|                                             |           |                |
| Javi Hernández 3’, 51’ Aridai Cabrera 90+5’ | Marcatori | 21’ Alan Costa |

| Arbitro: | Banerji P. |

|                       |           |                              |
| Ashique Kuruniyan 84’ | Marcatori | 88’ (A.g.) Ashique Kuruniyan |

| Arbitro: | Banerji P. |

|                   |           |                                                          |
| Cleiton Silva 20’ | Marcatori | 9’ (Rig.) Igor Angulo 55’ Mourtada Fall 85’ Ygor Catatau |

| Arbitro: | Kundu H. |

|                        |           |  |
| Bartholomew Ogbeche 7’ | Marcatori |  |

| Arbitro: | Banerji P. |

|                                                     |           |                   |
| Ashique Kuruniyan 16’ (A.g.) Devendra Murgaokar 70’ | Marcatori | 45’ Cleiton Silva |

| Arbitro: | Crystal J. |

|                                                                  |           |                                                            |
| Cleiton Silva 18’ (Rig.) Danish Farooq Bhat 26’ Prince Ibara 72’ | Marcatori | 13’ Subashish Bose 39’ Hugo Boumous 58’ (Rig.) Roy Krishna |

| Bambolim 20 dicembre 2021, ore 15:00 UTC+5:30 8ª giornata | Jamshedpur | 0 – 0 referto | Bengaluru | Bambolim Athletic Stadium (0 spett.)\| Arbitro: \| Nathan S. \| |
| Arbitro:                                                  | Nathan S.  |               |           |                                                                 |

| Arbitro: | Kumar Gupta R. |

|                                 |           |                                                                               |
| Mirlan Murzaev 4’ Rahim Ali 49’ | Marcatori | 39’ (Rig.) Cleiton Silva 43’ Alan Costa 71’ Udanta Singh 75’ Pratik Chowdhary |

| Arbitro: | Kundu H. |

|                       |           |                         |
| Sourav Das 56’ (A.g.) | Marcatori | 28’ Thongkhosiem Haokip |

| Arbitro: | Srikrishna C. |

|  |           |                                               |
|  | Marcatori | 8’ Danish Farooq Bhat 23’, 45+5’ Prince Ibara |

| Arbitro: | Kundu H. |

|                                      |           |  |
| Liston Colaco 45+2’ Manvir Singh 85’ | Marcatori |  |

| Arbitro: | Banerjee M. |

|                   |           |               |
| Sunil Chhetri 61’ | Marcatori | 41’ Dylan Fox |

| Arbitro: | Mondal P. |

|                                              |           |  |
| Iman Basafa 12’ (Rig.) Udanta Singh 42’, 52’ | Marcatori |  |

| Arbitro: | Kundu H. |

|  |           |                         |
|  | Marcatori | 56’ Naorem Roshan Singh |

| Arbitro: | Srikrishna C. |

|                                            |           |                 |
| Sunil Chhetri 55’ Cleiton Silva 62’, 90+4’ | Marcatori | 1’ Daniel Chima |

| Arbitro: | Venkatesh R. |

|                                         |           |                   |
| Deshorn Brown 74’ Laldanmawia Ralte 80’ | Marcatori | 67’ Cleiton Silva |

| Arbitro: | Nathan S. |

|                                                 |           |                       |
| Danish Farooq Bhat 31’ Cleiton Silva 49’ (Rig.) | Marcatori | 8’ Nandha Kumar Sekar |

| Arbitro: | Nathan S. |

|  |           |                   |
|  | Marcatori | 24’ Sunil Chhetri |

| Arbitro: | Nagvenkar T. |

|                   |           |                                    |
| Sunil Chhetri 87’ | Marcatori | 16’ Javier Siverio 30’ João Victor |

#### Andamento in campionato
| Giornata  | 1 | 2 | 3 | 4 | 5 | 6 | 7  | 8  | 9 | 10 | 11 | 12 | 13 | 14 | 15 | 16 | 17 | 18 | 19 | 20 | 21 | 22 |
| --------- | - | - | - | - | - | - | -- | -- | - | -- | -- | -- | -- | -- | -- | -- | -- | -- | -- | -- | -- | -- |
| Luogo     | C | T | C | C | T | T | C  | T  | T | C  | X  | T  | T  | C  | C  | T  | C  | T  | C  | T  | X  | C  |
| Risultato | V | P | N | P | P | P | N  | N  | V | N  | X  | V  | P  | N  | V  | V  | V  | P  | V  | V  | X  | P  |
| Posizione | 3 | 7 | 7 | 8 | 8 | 9 | 10 | 10 | 8 | 8  | 9  | 8  | 8  | 8  | 7  | 5  | 5  | 6  | 5  | 5  | 5  | 6  |

Legenda:

Luogo: C = Casa; T = Trasferta. Risultato: V = Vittoria; N = Pareggio; P = Sconfitta.

### Durand Cup

#### 1º turno
| Calcutta 15 settembre 2021, ore 15:00 UTC+5:30 1ª giornata | Bengaluru | 2 – 0 | Kerala Blasters | Salt lake Stadium |
| \| \| \| \| \| Bhutia 45’ Augustine 65’ \| Marcatori \| \| |           |       |                 |                   |
|                                                            |           |       |                 |                   |
| Bhutia 45’ Augustine 65’                                   | Marcatori |       |                 |                   |

| Calcutta 18 settembre 2021, ore 15:00 UTC+5:30 2ª giornata                  | Delhi     | 2 – 2                      | Bengaluru | Mohun Bagan Ground |
| \| \| \| \| \| Plaza 57’, 61’ \| Marcatori \| 27’ Narayanan 76’ B. Singh \| |           |                            |           |                    |
|                                                                             |           |                            |           |                    |
| Plaza 57’, 61’                                                              | Marcatori | 27’ Narayanan 76’ B. Singh |           |                    |

| Calcutta 21 settembre 2021, ore 15:00 UTC+5:30 3ª giornata                                                                                    | Bengaluru | 5 – 3                                  | Indian Navy | Salt lake Stadium |
| \| \| \| \| \| Augustine 52’ H. Singh 60’, 80’ A. Chhetri 73’ (Rig.) T. Singh 90+1’ \| Marcatori \| 18’ Jijo F. 29’ Gopalan 90+4’ Vijay J. \| |           |                                        |             |                   |
| |           |                                        |             |                   |
| Augustine 52’ H. Singh 60’, 80’ A. Chhetri 73’ (Rig.) T. Singh 90+1’                                                                          | Marcatori | 18’ Jijo F. 29’ Gopalan 90+4’ Vijay J. |             |                   |

#### Andamento
| Giornata  | 1 | 2 | 3 |  |
| --------- | - | - | - |  |
| Luogo     | C | T | C |  |
| Risultato | V | N | V |  |
| Posizione | 1 | 1 | 1 |  |

Legenda:

Luogo: C = Casa; T = Trasferta. Risultato: V = Vittoria; N = Pareggio; P = Sconfitta.

### Quarti di finale
| Calcutta 25 settembre 2021, ore 15:00 UTC+5:30                                                                | Bengaluru | 3 – 2                                  | Army Green | Salt Lake Stadium |
| \| \| \| \| \| Muirang 20’ Augustine 46’ Bhutia 74’ \| Marcatori \| 8’ (Rig.) Lallawmkima 89’ (Rig.) Vibin \| |           |                                        |            |                   |
| |           |                                        |            |                   |
| Muirang 20’ Augustine 46’ Bhutia 74’                                                                          | Marcatori | 8’ (Rig.) Lallawmkima 89’ (Rig.) Vibin |            |                   |

### Semifinale
| Calcutta 29 settembre 2021, ore 14:30 UTC+5:30 | FC Goa               | 2 – 2 (d.t.s.)                                                | Bengaluru | Salt Lake Stadium |
| \| \| \| \| \| Murgaokar 8’ Tlang 72’ \| Marcatori \| 1’, 83’ Narayanan \| \| Dohling Tlang Pereira D’Cunha Edu Bedia Chote L. Ralte Davis \| Tiri di rigore 3 – 2 \| Muirang N. Singh A. Chhetri Shrivas Bhutia Kumar Oram Lyngdoh \| |                      |                                                               |           |                   |
| |                      |                                                               |           |                   |
| Murgaokar 8’ Tlang 72’ | Marcatori            | 1’, 83’ Narayanan                                             |           |                   |
| Dohling Tlang Pereira D’Cunha Edu Bedia Chote L. Ralte Davis | Tiri di rigore 3 – 2 | Muirang N. Singh A. Chhetri Shrivas Bhutia Kumar Oram Lyngdoh |           |                   |